# Секуја (Васлуј)
Секуја (рум. Secuia) насеље је у Румунији у округу Васлуј у општини Мунтениј де Жос. Oпштина се налази на надморској висини од 110 m.

## Становништво
Према подацима из 2002. године у насељу је живело 455 становника, од којих су сви румунске националности.